# .460 Weatherby Magnum
Die .460 Weatherby Magnum ist eine Gewehrpatrone, die 1958 von Roy Weatherby entwickelt wurde. Hierbei handelt es sich lediglich um eine .378 Weatherby Magnum-Patrone, die für das Kaliber 11,6 mm (.458) angepasst wurde.
Die .460 gehört zu der leistungsstärksten Jagdmunition, die es momentan gibt. Es gibt sie mit unterschiedlichen Geschosstypen und Pulverladungen. Eine .460 Weatherby liegt bezüglich der E0 im Bereich 9.500 bis 11.000 Joule mit 500-grs-Geschossen. Aufgrund des enormen Rückstoßes werden aber oft schwächere Pulverladungen verschossen. Nicht selten kommt es durch den Rückstoß zu Verletzungen des Schützen, die insbesondere durch das Zielfernrohr verursacht werden. Aus diesem Grund schießt man mit einer .460er-Büchse am besten ohne Zielfernrohr.
Obwohl die .460 aufgrund ihrer enormen Durchschlagskraft für die Großwildjagd geradezu prädestiniert wäre, kommt sie dort als Erstwaffe kaum zum Einsatz. Sie wird meist dann von professionellen Jagdführern verwendet, wenn ein Fangschuss auf flüchtendes Wild nötig ist. Eine fabrikneue Patrone kostet zwischen sechs und zwölf Euro.

## Bezeichnung
Im deutschen Nationalen Waffenregister (NWR) wird die Patrone unter Katalognummer 212 unter folgenden Bezeichnungen geführt (gebräuchliche Bezeichnungen in Fettdruck)
- .460 Weath Mag (Hauptbezeichnung)
- .460 Weath

## In der Literatur
Die Wirkung dieses Kalibers wird in dem Roman Sprengstoff (Stephen King unter dem Pseudonym Richard Bachmann) ausführlich beschrieben. Protagonist Barton George Dawes verschießt es in einem Showdown gegen die Polizei.